# Lago de cráter volcánico

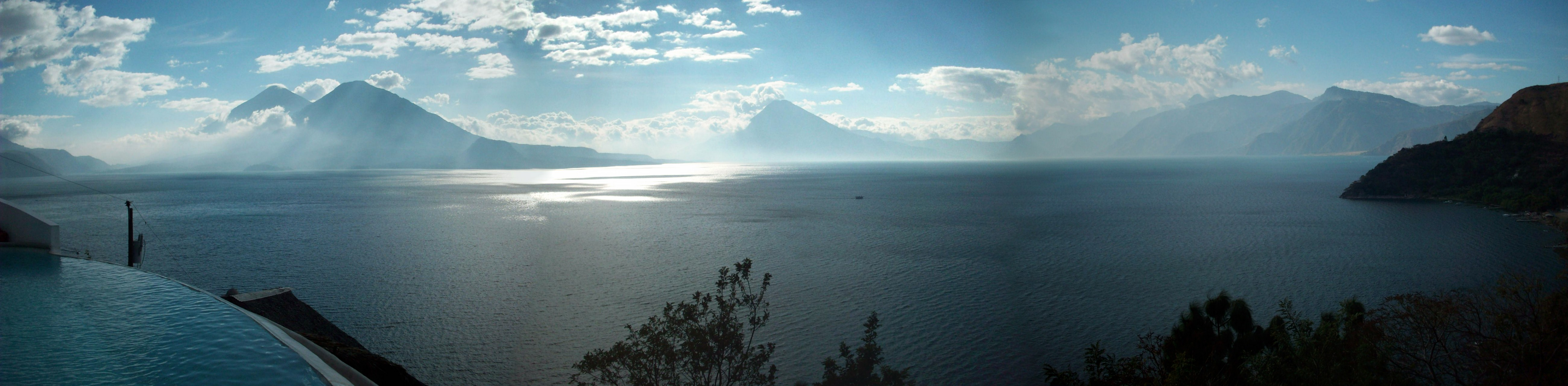
Lago de Atitlán, Guatemala. Uno de los más profundos del mundo.

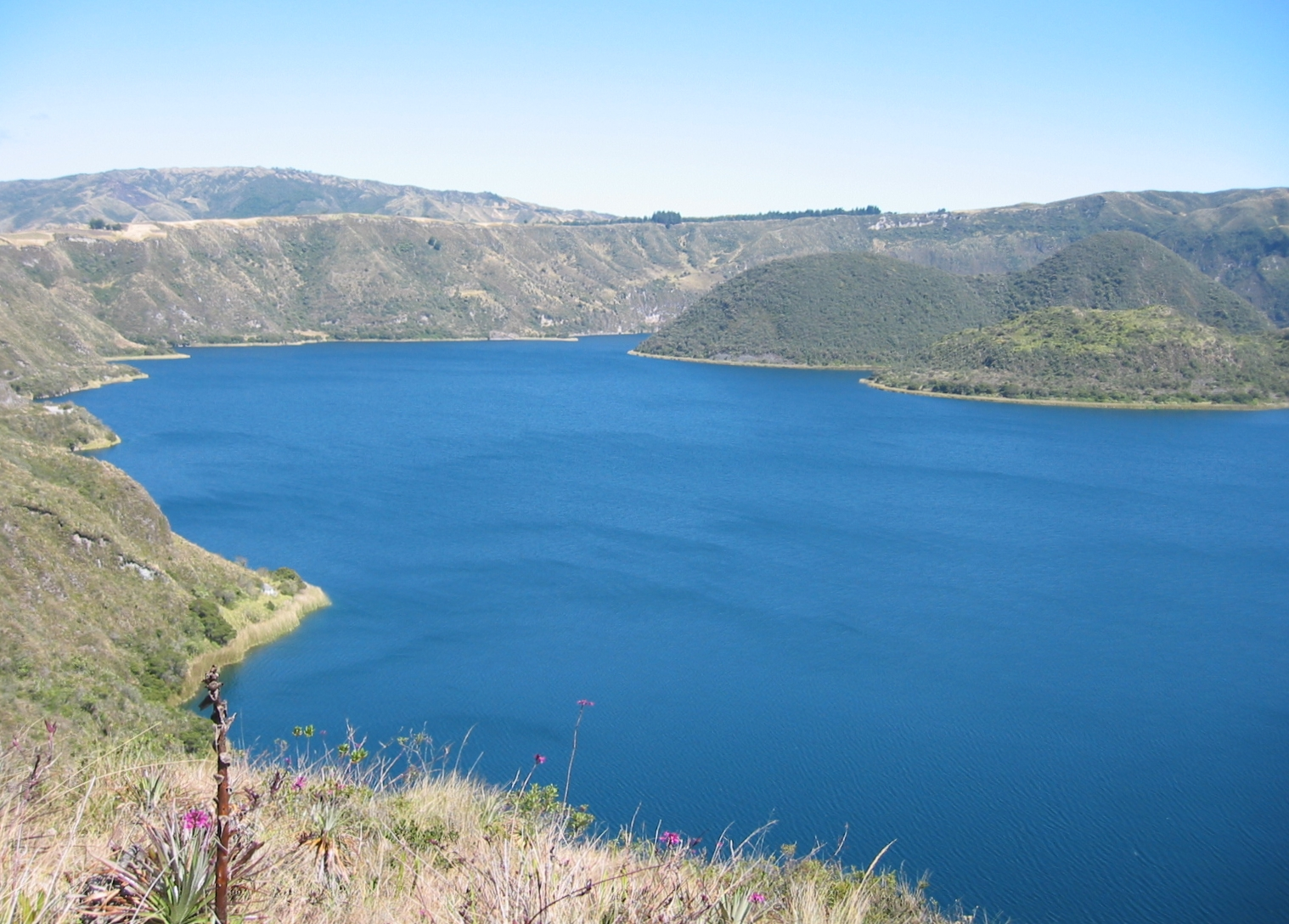
Cuicocha, Ecuador. ^{}

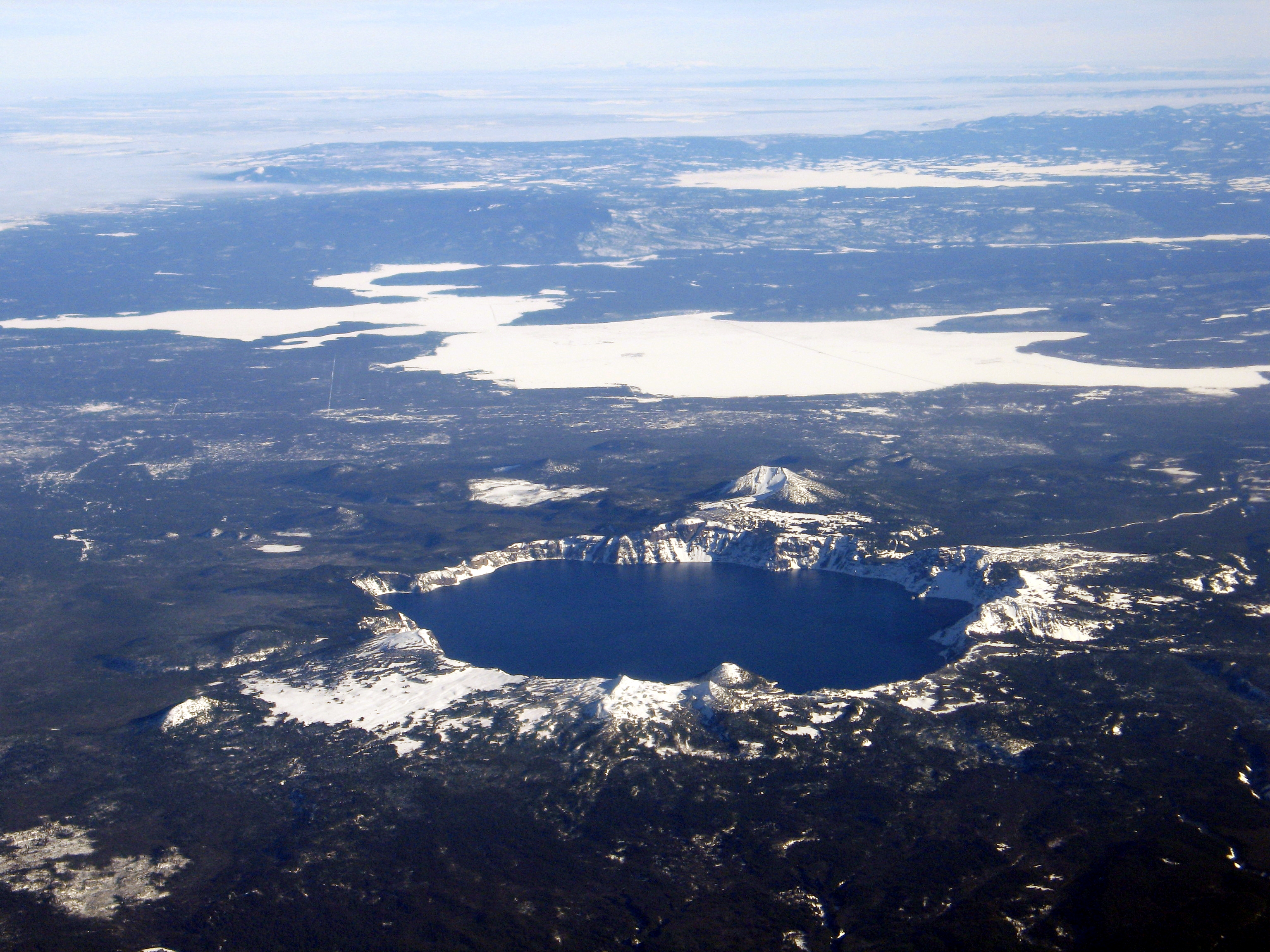
El Lago del Cráter, en Oregón.

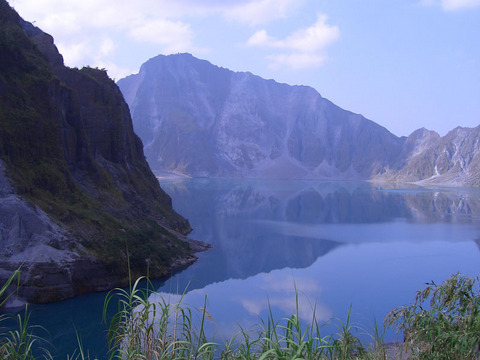
Lago formado luego de la erupción de 1991 del Monte Pinatubo, Filipinas.

Volcán Irazú, Costa Rica.^{}

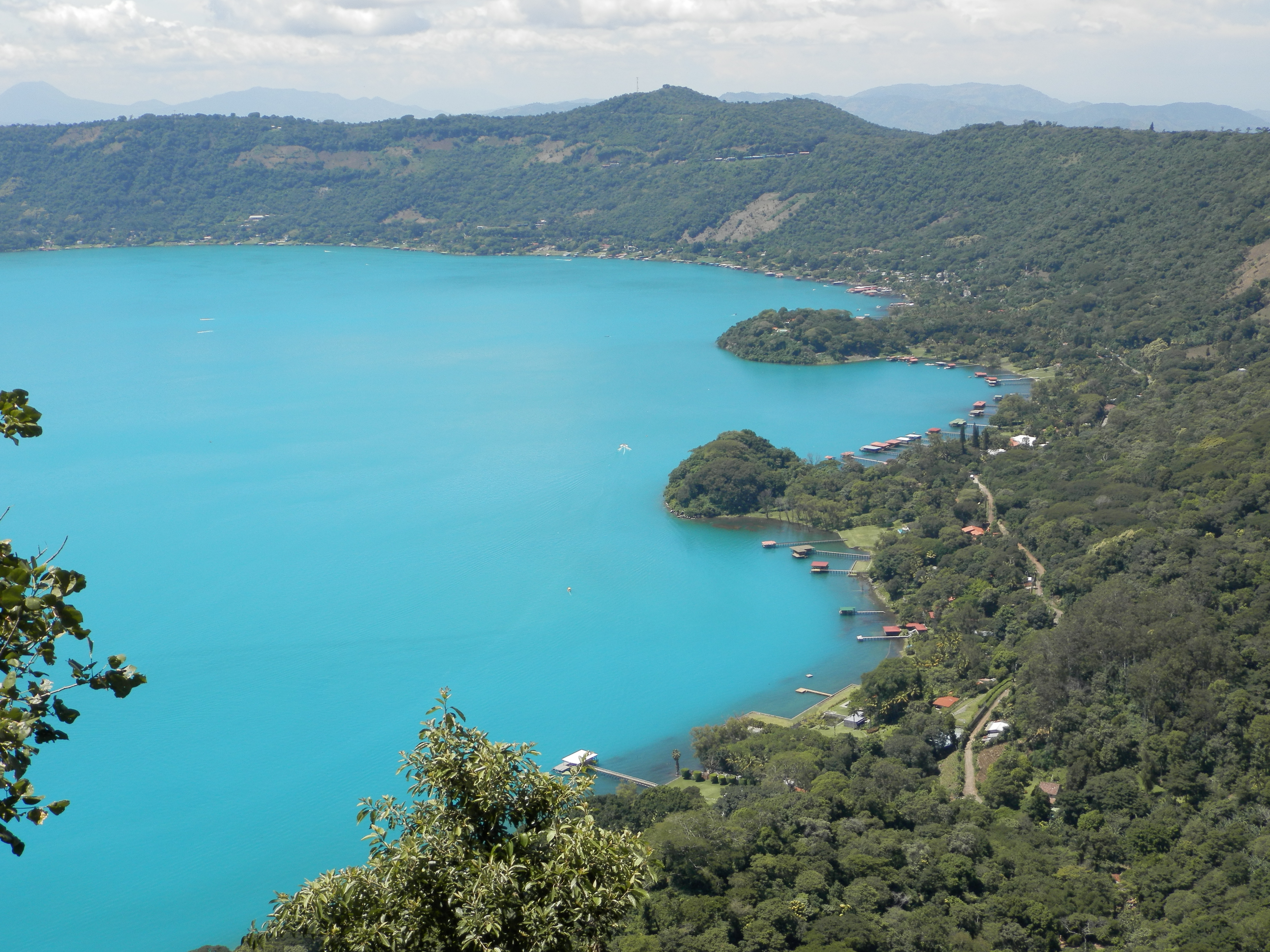
Lago Coatepeque, El Salvador.

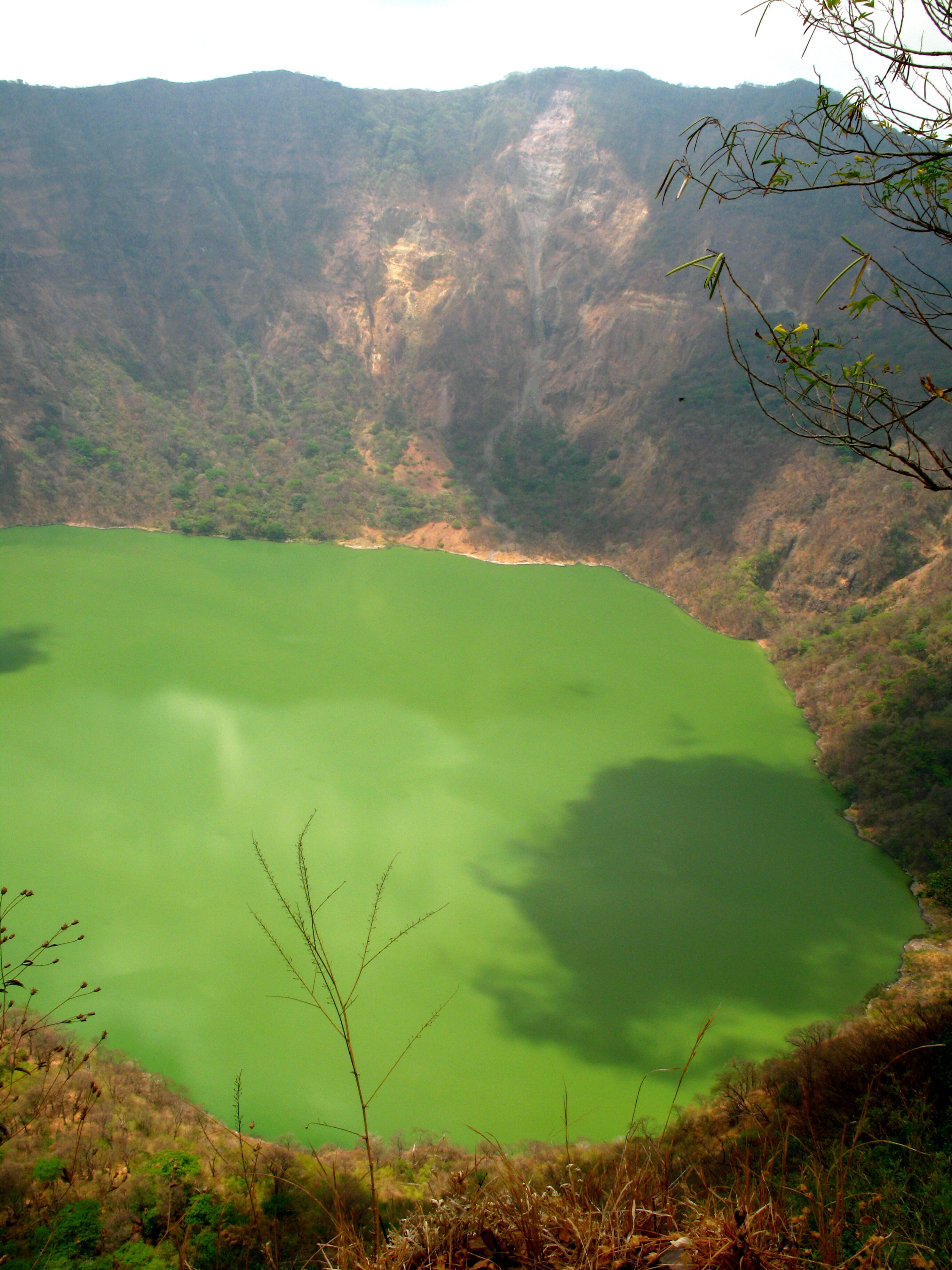
Cráter y laguna del volcán Cosigüina, Nicaragua.

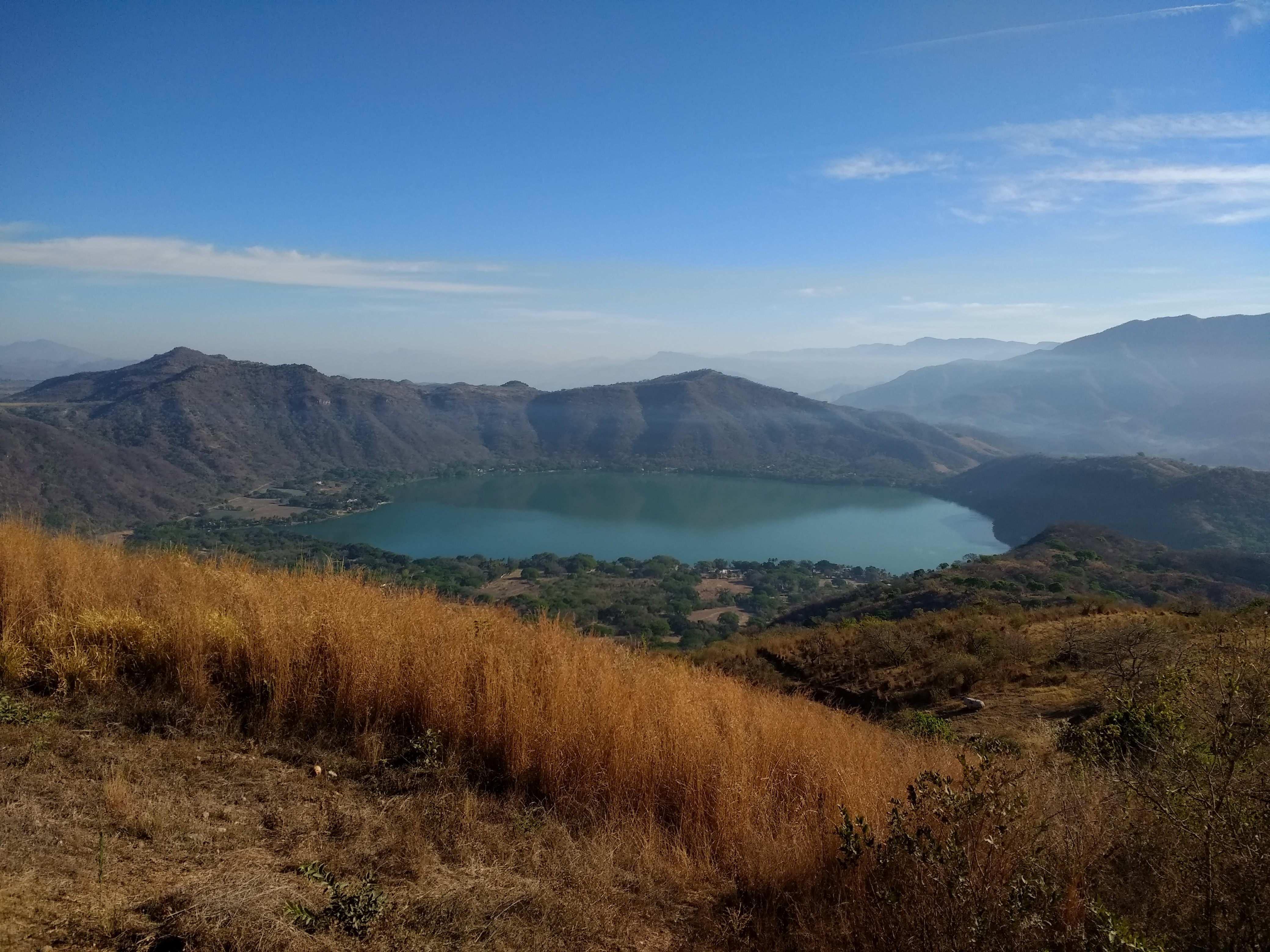
Lago cráter de Santa María del Oro, Nayarit, México

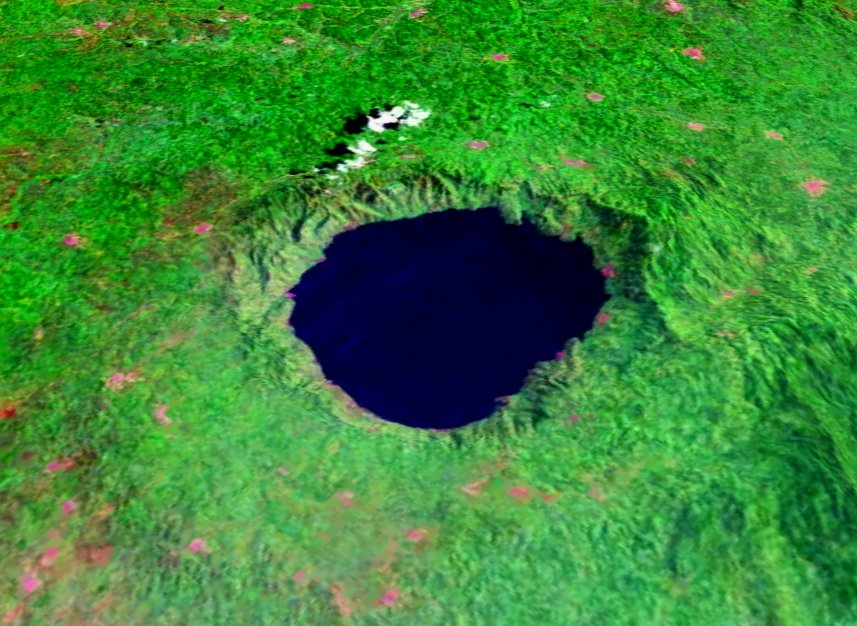
Lago Bosumtwi, en Ghana, de origen meteorítico.

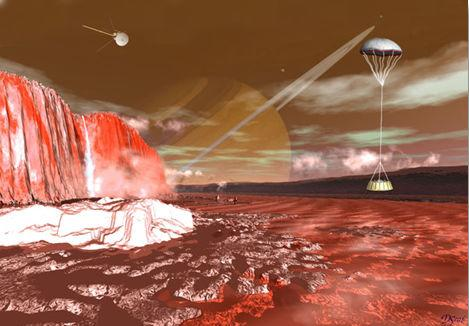
También podría haber lagos de cráter en otros mundos; aquí, una concepción artística de uno en Titán, luna de Saturno.

Un lago de cráter volcánico es un lago formado en la caldera de un volcán, o un maar. Esto es posible cuando este ha estado inactivo por cierto tiempo y la cantidad de agua que recibe de la lluvia supera a la evaporación y la filtración. También pueden formarse en un cráter de impacto.

## Características
Algunos de estos lagos tienen aguas ácidas o saladas, debido al azufre y minerales que emana lentamente el volcán (aun así se puede considerar inactivo), como el cráter de Ngoro Nogoro, que tiene un lago muy alcalino y salino, pero algunos tienen una acidez y/o salinidad muy baja y son dulces.
Algunos de estos volcanes presentan actividad suficiente para considerar a sus aguas como termales.

## Lagos de cráter volcánicos

### Asia
- Lago Toba (Sumatra, Indonesia)
- Monte Pinatubo (Filipinas)
- Lago Tianchi, en el Monte Paektu (Corea del Norte/China)
- Lago Kelut (Indonesia)
- Lago Towada (Japón)
- Lago Tazawa (Japón)

### Oceanía
- Lago del Cráter Kapoho (Hawái, Estados Unidos)

### Europa
- Kerið (Islandia)
- Lagoa de Sete Cidades (Isla de São Miguel, Azores, Portugal)
- Lagoa do Fogo (Isla de São Miguel, Azores, Portugal)
- Lagoa das Furnas (Isla de São Miguel, Azores, Portugal)

### América
- Laguna Azul (Argentina)
- Laguna Verde (Colombia)
- Lago del Cráter (Oregón, Estados Unidos)[2]
- Laguna Jayu Kuta (Bolivia)
- Laguna del Maule (Chile)
- Cuicocha (Ecuador)
- Quilotoa (Ecuador)
- Lago de Cote (Costa Rica)
- Volcán Irazú (Costa Rica)
- Laguna Hule (Costa Rica)
- Laguna de Río Cuarto (Costa Rica)
- Cerro Chato (Costa Rica)
- Lago del volcán La Soufrière (San Vicente y las Granadinas)
- Volcán de Pacaya (Laguna Calderas) (Guatemala)
- Volcán de Ipala (Guatemala)
- Laguna de Chicabal (Guatemala)
- Lago de Atitlán (Guatemala)
- Lago Amatitlán (Guatemala)
- Laguna de Ayarza (Guatemala)
- Laguna de Asososca (León, (Nicaragua)
- Laguna de Acahualinca (Nicaragua)
- Laguna de Apoyeque (Nicaragua)
- Laguna de Asososca (Managua, Nicaragua)
- Laguna de Nejapa (Nicaragua)
- Laguna de Tiscapa (Nicaragua)
- Laguna de Xiloá (Nicaragua)
- Laguna de Masaya (Nicaragua)
- Laguna de Apoyo (Nicaragua)
- Cosigüina (Nicaragua)
- Maderas (Nicaragua)
- Lago de Ilopango (El Salvador)
- Lago de Coatepeque (El Salvador)
- Lago de Güija (El Salvador/Guatemala)
- Laguna de Alegría (El Salvador)
- Laguna de Olomega (El Salvador)
- Laguna Chanmico (El Salvador)
- Chichonal (México)
- Nevado de Toluca (México)[1]
- Santa María del Oro (México)
- Laguna del Licancabur (Chile)
- Lago Zirahuén (México)
- Lago de Teremendo (México)
- La Alberca de Tacámbaro (México)

### África
- Lago Nyos (Camerún)
- Lago Tritriva (Madagascar)

## Lagos de cráter meteorítico
- Lago Bosumtwi (Ghana)
- Lago Siljan (Suecia)